# Dactylogymnadenia heinzeliana
Dactylogymnadenia heinzeliana là một loài thực vật có hoa trong họ Lan. Loài này được (E.G. Camus) Hautz. mô tả khoa học đầu tiên năm 1976.